# Стежка Снігової Людини

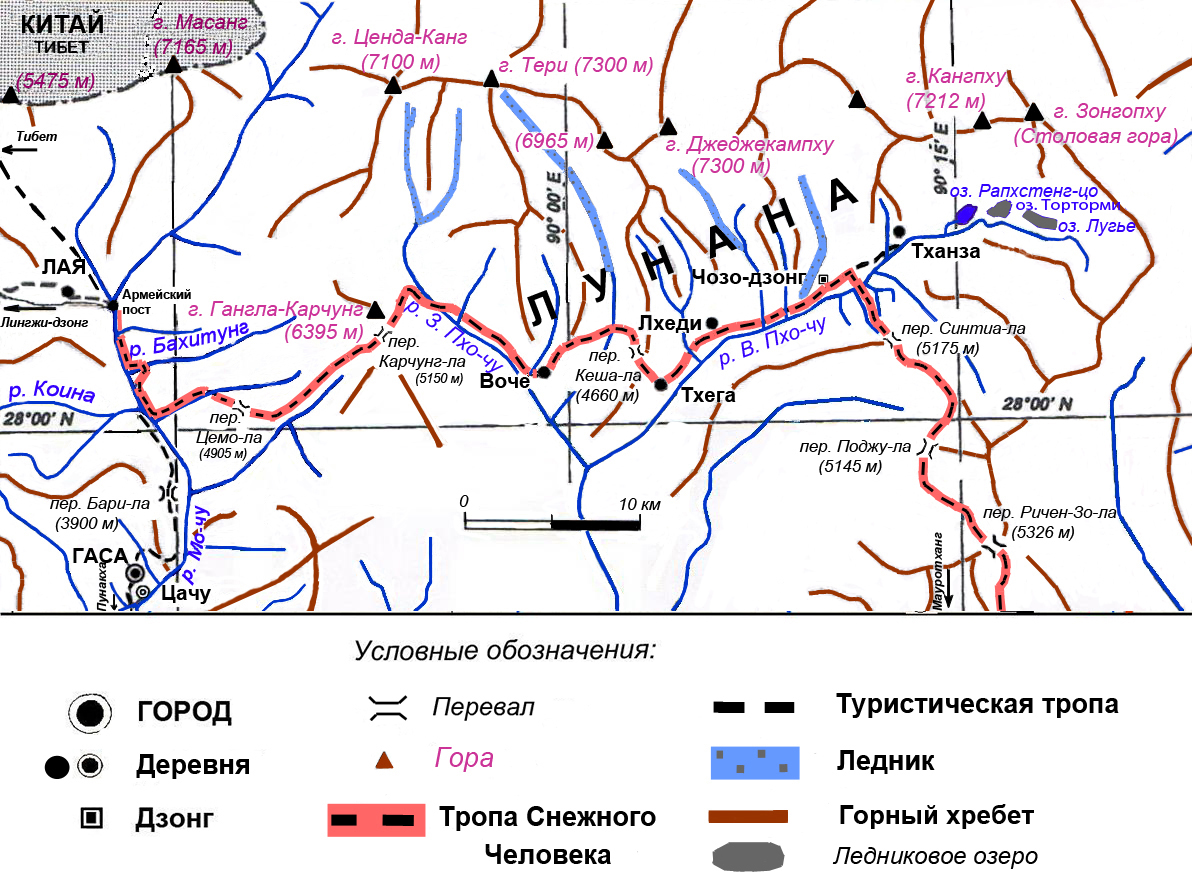
Гірська частина дзонгхагу Гаса, гевоги Гавкоту і Лунана

Стежка Снігової Людини (англ. Snowman Trek) - офіційний туристичний маршрут в Бутані від Гаса або Лая по важкодоступних гірських районах біля підніжжя Великого Гімалайського хребта. Стан стежки підтримується населенням, стежка обладнана місцями для стоянок, місцеве населення забезпечує туристів кіньми і яками. Маршрут проходить по в'ючній стежці через декілька перевалів в регіон Лунана, це основний шлях сполучення з регіоном. Далі від Лунану маршрут йде на південь, піднімається до висот 5300 м і проходить декілька перевалів по східну сторону Чорних гір. Кінцева точка маршруту - Чендебджи-чортен на головному шосе. Стежка проходить через рододендронові ліси (до висоти приблизно 4500 м а іноді вище), зони лугів, зони високогірних кам'янистих плато з озерами і через перевали. 
Маршрут можливо пройти з середини червня до середини жовтня, в інший час перевали закриті снігом. Іноді туристам доводиться повертатися або переривати похід - через гірську хворобу, снігопади на перевалах, руйнування мостів потоками води або багатьох інших причин, тому туристичним групам рекомендують замовляти страховки для оплати рятувальних робіт в екстрених ситуаціях.
Похід триває 14 днів, додатково влаштовуються дньовки. Значна частина маршруту проходить на висоті понад 4000 м, піднімаючись до перевалів вище 5000 м. Маршрут пропонується багатьма турфірмами Бутану. Оскільки з 1997 року уряд значно підвищив плату з туристів за проходи по гірських стежках, вартість походу дуже висока, і по маршруту проходить обмежена кількість туристичних груп. Самостійний прохід по маршруту без допомоги бутанских турфірм заборонений. Іноді маршрут комбінують з стежкою Джомолхарі (із заходу від Паро) або подовжують на схід у бік джерел Дхур-цачу в Бумтанг. 
Маршрутом припускаються денні переходи по 14-20 км і 4-8 годин ходьби.

## Початок маршруту
Від Пунахи уздовж річки Мо-Чу піднімається дорога до Дамджі, звідки до Гаса йде вже в'ючна стежка близько 12 км.
Околиці міста Гаса знамениті цілющими гарячими джерелами (цачу), де відпочивають бутанські громадяни. Джерела знаходяться на висоті близько 3400 м в двох годинах ходьби від Гаса-дзонгу.
Від Гаса займає два дні піднятися по річці Мо-Чу до Лаї. Жвава стежка веде на північ через перевал Барі-ла (3900 м), якою здійснюється сполучення родючого району Лая з основними районами країни. Зазвичай на цю ділянку дороги відводять два дні.

## Від Лаї до Лунану
Не доходячи до Лая перед військовим постом тропа проходить у високогірну область через перевал Цемо-ла заввишки 4905 м, після якого майже без спуску слідує ще один перевал Гангла-Качунг-ла (5150 м) 28°03′02.14″ пн. ш. 89°52′11.7″ сх. д. / 28.0505944° пн. ш. 89.869917° сх. д. під горою Гангла-Качунг заввишки 6395 м. Звідси спуск веде в долину річки Західної Пхо-Чу, що належить вже області Лунана. З перевалів і високих точок дороги стають видними вершини Ценда-Канг (7100) і Джеджекампху-ганг (7300 м) на Великому Гімалайському хребті. Західною Пхо-Чу стежка спускається до висоти 3700 м і приходить в село Воче, що належить до гевогу Лунана. Це перший населений пункт після Гаси (якщо не рахувати тимчасових стоянок вівчарів і місць для туристських нічлігів), прохід сюди займає 5-6 днів від Гаса. У регіоні Лунана стежки придатні для коней. 
Сполучення між долинами західної і східної Пхо-Чу в Лунані здійснюється через перевал Кеша-ла 28°00′48″ пн. ш. 90°02′19″ сх. д. / 28.01333° пн. ш. 90.03861° сх. д. заввишки 4660 м, розташований над озером.
У долині східної Пхо-Чу знаходяться чотири села Тхега 28°1′9″ пн. ш. 90°4′32″ сх. д. / 28.01917° пн. ш. 90.07556° сх. д.),
Лхеді 28°02′2″ пн. ш. 90°5′21″ сх. д. / 28.03389° пн. ш. 90.08917° сх. д.), Чозо-дзонг 28°03′49″ пн. ш. 90°9′52″ сх. д. / 28.06361° пн. ш. 90.16444° сх. д.) і
Тханза 28°05′26″ пн. ш. 90°12′51″ сх. д. / 28.09056° пн. ш. 90.21417° сх. д.), висота піднімається від 3600 до 4100 м . На цю частину маршруту вимагається два дні, нерідко організовується дньовка в Чозо-дзонзі - великому селі з дзонгом і самобутньою культурою. Звідси відкривається вид на Столову Гору Зонгопху-ганг  (7100 м) вгору по долині і Кангпху-ганг (7212 м) на Великому Гімалайському хребті. Безпосередньо до долини підходять льодовики. Великий льодовик спускається до Чозо-дзонгу.
Вище Тханза на висоті 4500 м знаходиться високогірне озеро Рапхстенг-цо глибиною 105 м. Цей район через селі і танення льодовиків потенційно небезпечний для Пунакха. У 1969 і 1995 роках звідси йшли потоки, які змивали або сильно ушкоджували Пунакха-дзонг. Тому уряд утримує тут 500 робітників з насосами і тракторами, які стежать за льодовиками і здатні вжити заходи у разі небезпеки. Ще вище Рапхстенг-цо знаходяться ще два великі льодовикові озера.
Далі від Лунана можна пройти через важкі перевали біля підніжжя гори Гангкхар Пуєнсум до гарячих джерел Дхур-цачу і далі в Бумтанг (такий похід вимагає спеціального дозволу). Основний маршрут йде на південь в Чорні гори через 4 перевали.

## Від Лунану через Чорні гори

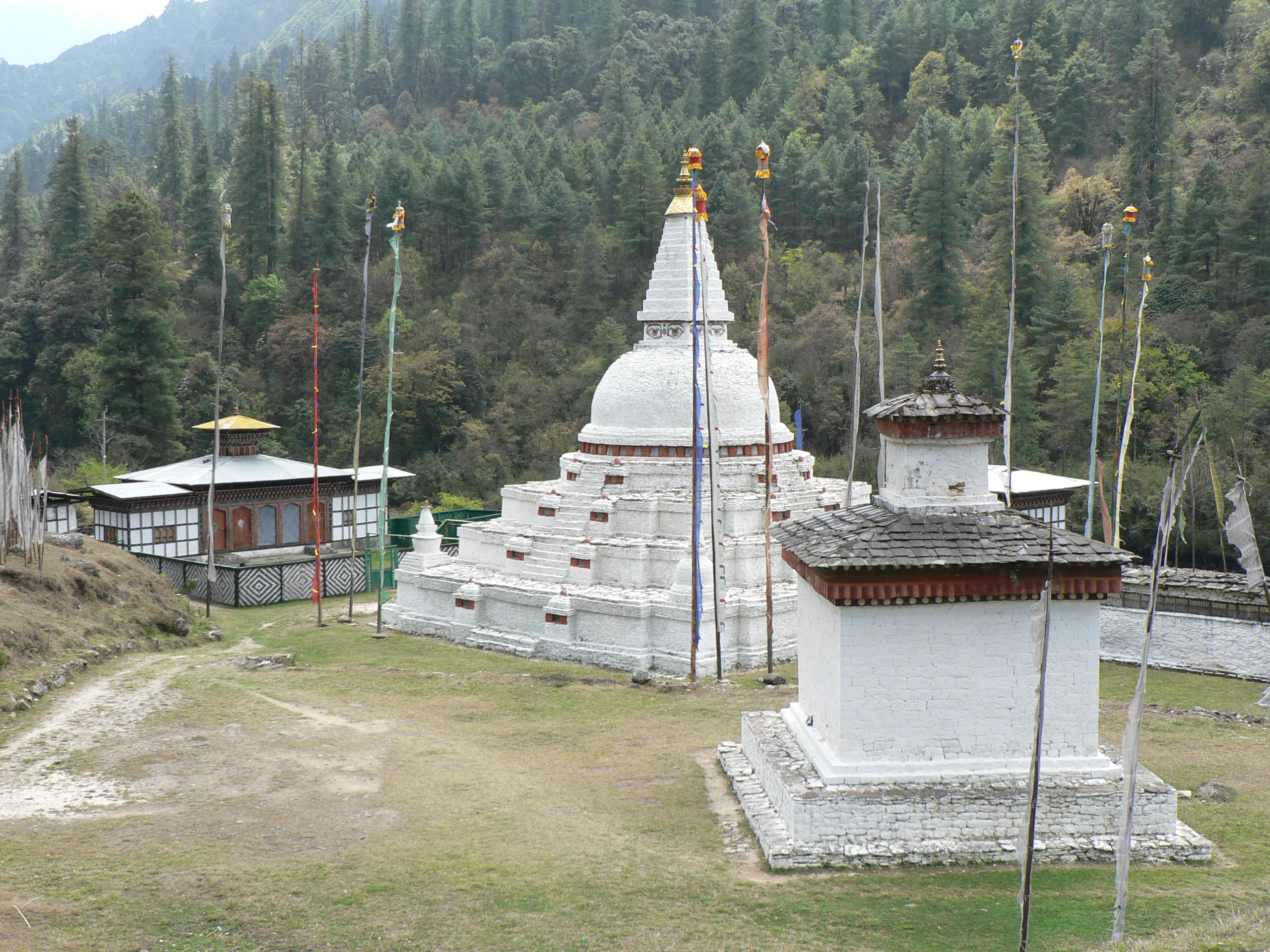
Чендебджі-чортен

Від долини Лунана Тропа Снігової Людини йде до Чендебджі-чортену через декілька перевалів. Тут знову закінчується прохідна для коней дорога, і мандрівників супроводжують яки. Дорога піднімається вище за п'ять тисяч, проте там зустрічаються стоянки вівчарів і обладнані місця для нічлігу туристів. Ця стежка - альтернативна дорога постачання регіону Лунана, проте вона вважається важкою, хоча планується її облаштування як повноцінної в'ючної стежки.
Дорога йде на південь по долині навпроти Чозо-дзонгу через перевал Синтіа-ла заввишки 5175 м, який приводить на високогірне плато з множиною озер. Перехід через високогір'я займає три дні. Після перевалу знаходиться озеро Цочена на висоті 4900 м, де обладнаний табір для нічлігу мандрівників.
Далі дорога слідує через перевал Лоджу-ла висотою 5145, і, залишаючись на рівні майже 5000 м, йде далі через перевал Рінчен-Зо-Ла заввишки 5326 м, звідки відкривається шлях в ізольовану долину річки Тамше-Чу. Цей шлях дуже важкий для в'ючних тварин.
Дорога спускається до озера Ум-цо на висоті 4230, в якому Пема Лінгпа зміг відшукати буддійські реліквії, далі піднімається до озера Тамше-цо і звідти до перевалу Тампе-ла заввишки 4665 м.
Спуск з перевалу приводить в іншу долину на східному схилі |Чорних гір в Мауротханг  (4000), тут знову починається хороша стежка, прохідна для коней, і мандрівники можуть використати знову коней замість яків. Далі дорога спускається в Сепху і до Чендебджи-чортену на головному шосе. Всього перехід від Лунана до Сепху займає шість днів.